# Mado, poste restante
Mado, poste restante je francouzský hraný film z roku 1990, který režíroval Aleksandr Artěmovič Adabašjan jako adaptaci románu Mado od Simone Arèse. Snímek měl světovou premiéru dne 3. října 1990.

## Děj
V malé francouzské vesnici žije Mado. Pracuje jako pošťačka a učí na místní škole, kde dětem vypráví poučné příběhy. Žije sama  a sní o krásném princi. Jednoho dne přijíždí do vesnice režisér Jean-Marie Zeleny, který hledá lokace pro svůj nový film. On se pro  Mado stává tím princem. Pozve ho k sobě na večeři, ale protože si uvědomuje nedostatek své přitažlivosti, pozve také svou kamarádku Germaine, místní prostitutku. Půvabná Germaine okamžitě vzbudí režisérovy sympatie a Mado může jejich vztah jen pozorovat. Ze zoufalství se rozhodne utopit, ale pak tuto myšlenku opustí.

## Obsazení
| Marianne Groves        | Mado           |
| Oleg Jankovskij        | Jean-Marie     |
| Isabelle Gélinas       | Germaine       |
| Jean-Pierre Darroussin | ovčák          |
| Bernard Freyd          | kněz           |
| André Pomarat          | Perduvent      |
| Michel Winogradoff     | Henry          |
| Olivier Pajot          | Belfour        |
| Marie Mergey           | slečna Blanche |

## Ocenění
- César: nominace na nejlepší filmový debut (Aleksandr Artěmovič Adabašjan)